# Halowe Mistrzostwa Świata w Lekkoatletyce 1991 – bieg na 60 m kobiet
Bieg na 60 m kobiet – jedna z konkurencji rozgrywanych podczas halowych mistrzostw świata w lekkoatletyce w 1991. Eliminacje, półfinały i finał odbyły się 8 marca.
Do eliminacji zgłoszonych zostało 30 zawodniczek z 22 państw.
Zawody w tej konkurencji wygrała reprezentantka ZSRR Irina Siergiejewa. Drugą pozycję zajęła zawodniczka z Jamajki Merlene Ottey, trzecią zaś reprezentująca Kubę Liliana Allen.

## Wyniki

### Eliminacje
Źródło: 
Bieg 1
| Miejsce | Zawodniczka              | Państwo                  | Wynik | Uwagi |
| ------- | ------------------------ | ------------------------ | ----- | ----- |
| 1.      | Merlene Ottey            | Jamajka                  | 7,16  |       |
| 2.      | Gwen Torrence            | Stany Zjednoczone        | 7,21  |       |
| 3.      | Mary Onyali              | Nigeria                  | 7,30  | =     |
| 4.      | Cristina Castro Salvador | Hiszpania                | 7,50  |       |
| 5.      | Monika Špičková          | Czechosłowacja           | 7,50  |       |
| 6.      | Patricia Foufoue Ziga    | Wybrzeże Kości Słoniowej | 7,54  |       |
| 7.      | Faye Roberts             | Kanada                   | 7,65  |       |

Bieg 2
| Miejsce | Zawodniczka       | Państwo        | Wynik | Uwagi |
| ------- | ----------------- | -------------- | ----- | ----- |
| 1.      | Irina Siergiejewa | ZSRR           | 7,19  |       |
| 2.      | Pauline Davis     | Bahamy         | 7,20  | NR    |
| 3.      | Juliet Cuthbert   | Jamajka        | 7,27  |       |
| 4.      | Lalao Ravaonirina | Madagaskar     | 7,35  |       |
| 5.      | Renata Kubalová   | Czechosłowacja | 7,43  |       |
| 6.      | Trine Rugsveen    | Norwegia       | 7,64  |       |
| 7.      | Ana María Luzio   | Boliwia        | 7,88  | NR    |

Bieg 3
| Miejsce | Zawodniczka                     | Państwo         | Wynik | Uwagi |
| ------- | ------------------------------- | --------------- | ----- | ----- |
| 1.      | Liliana Allen                   | Kuba            | 7,21  |       |
| 2.      | Nelli Cooman                    | Holandia        | 7,26  |       |
| 3.      | Stephi Douglas                  | Wielka Brytania | 7,31  |       |
| 4.      | Andrea Philipp                  | Niemcy          | 7,38  |       |
| 5.      | Tian Yumei                      | Chiny           | 7,43  | NR    |
| 6.      | Karen Clarke                    | Kanada          | 7,61  |       |
| 7.      | María del Carmen García Campero | Hiszpania       | 7,62  |       |
| 8.      | Juana Mejía                     | Dominikana      | 8,12  |       |

Bieg 4
| Miejsce | Zawodniczka      | Państwo           | Wynik | Uwagi |
| ------- | ---------------- | ----------------- | ----- | ----- |
| 1.      | Sisko Hanhijoki  | Finlandia         | 7,23  |       |
| 2.      | Katrin Krabbe    | Niemcy            | 7,25  |       |
| 3.      | Michelle Finn    | Stany Zjednoczone | 7,27  |       |
| 4.      | Beverly Kinch    | Wielka Brytania   | 7,28  |       |
| 5.      | Wang Huei-chen   | Chińskie Tajpej   | 7,40  | NR    |
| 6.      | N'Deye Binta Dia | Senegal           | 7,44  |       |
| 7.      | Sølvi Olsen      | Norwegia          | 7,48  |       |
| –       | Yasmina Azzizi   | Algieria          | DNS   |       |

### Półfinały
Źródło: 
Bieg 1
| Miejsce | Zawodniczka       | Państwo           | Wynik | Uwagi |
| ------- | ----------------- | ----------------- | ----- | ----- |
| 1.      | Merlene Ottey     | Jamajka           | 7,08  |       |
| 2.      | Gwen Torrence     | Stany Zjednoczone | 7,15  |       |
| 3.      | Katrin Krabbe     | Niemcy            | 7,19  |       |
| 4.      | Sisko Hanhijoki   | Finlandia         | 7,20  | =     |
| 5.      | Beverly Kinch     | Wielka Brytania   | 7,28  |       |
| 6.      | Mary Onyali       | Nigeria           | 7,32  |       |
| 7.      | Wang Huei-chen    | Chińskie Tajpej   | 7,42  |       |
| 8.      | Lalao Ravaonirina | Madagaskar        | 7,47  |       |

Bieg 2
| Miejsce | Zawodniczka       | Państwo           | Wynik | Uwagi |
| ------- | ----------------- | ----------------- | ----- | ----- |
| 1.      | Irina Siergiejewa | ZSRR              | 7,10  |       |
| 2.      | Pauline Davis     | Bahamy            | 7,20  | =     |
| 3.      | Michelle Finn     | Stany Zjednoczone | 7,23  |       |
| 4.      | Liliana Allen     | Kuba              | 7,24  |       |
| 5.      | Nelli Cooman      | Holandia          | 7,28  |       |
| 6.      | Juliet Cuthbert   | Jamajka           | 7,29  |       |
| 7.      | Stephi Douglas    | Wielka Brytania   | 7,32  |       |
| 8.      | Andrea Philipp    | Niemcy            | 7,47  |       |

### Finał
Źródło: 
| Miejsce | Zawodniczka       | Państwo           | Wynik | Uwagi |
| ------- | ----------------- | ----------------- | ----- | ----- |
| 01 !    | Irina Siergiejewa | ZSRR              | 7,02  | CR    |
| 02 !    | Merlene Ottey     | Jamajka           | 7,08  |       |
| 03 !    | Liliana Allen     | Kuba              | 7,12  | NR    |
| 4.      | Gwen Torrence     | Stany Zjednoczone | 7,13  |       |
| 5.      | Pauline Davis     | Bahamy            | 7,16  | NR    |
| 6.      | Katrin Krabbe     | Niemcy            | 7,20  |       |
| 7.      | Michelle Finn     | Stany Zjednoczone | 7,23  |       |
| 8.      | Sisko Hanhijoki   | Finlandia         | 7,25  |       |